# Joseph Benda
Pour les articles homonymes, voir Benda.
Joseph Benda (ou Josef Benda ; Benátky nad Jizerou, baptisé le 7 mai 1724 - Berlin, le 22 février 1804) est un violoniste et compositeur de Bohême, dont la carrière s'est déroulée en Allemagne.

## Biographie

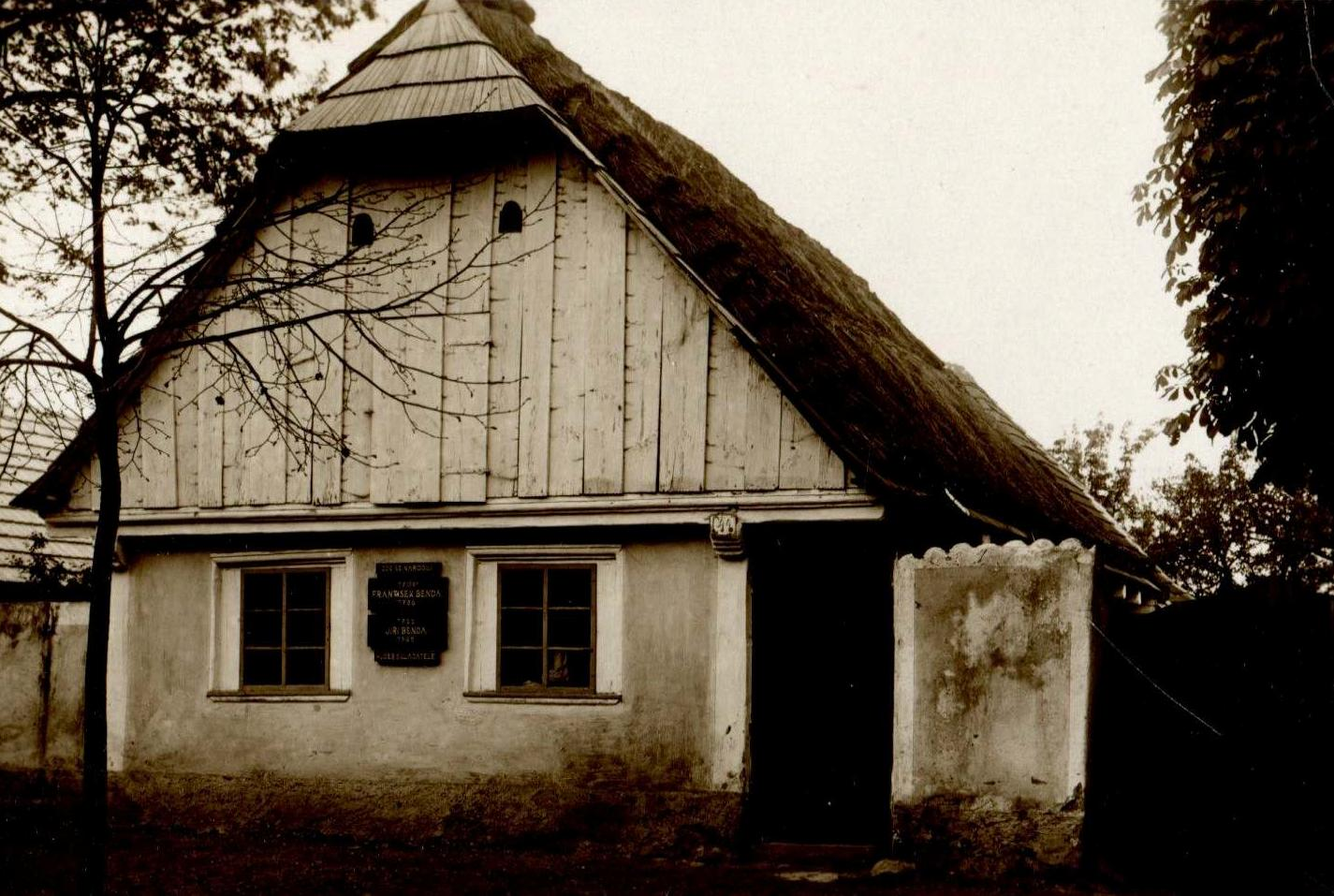
Maison de la famille Benda à Benátky nad Jizerou, construite en 1706/07, démolie en 1936.

Joseph Benda est né à Benátky nad Jizerou, fils d'un tisserand Jan Jiří Benda et de sa femme Dorota Brixi, fille du chantre du village de Śląsko et membre de la grande famille musicale tchèque. Cinq des frères et sœurs de Joseph ont réussi en tant que musiciens ; ses frères aînés František, Jan Jiří et Jiří Antonín en tant que compositeurs et violonistes, et sa sœur cadette Anna Franziska en tant que soprano d'opéra.
En 1742, pendant la Première guerre de Silésie, Joseph a été présenté à Frédéric II de Prusse, qui résidait dans ses quartiers d'hiver au château de Lissa. En entendant Joseph, 18 ans, le roi l'envoya immédiatement à Potsdam où il devait terminer sa formation de violoniste avec son frère František, qui était déjà violoniste à la chapelle royale de Frederick avec Jan Jiří. La famille Benda restant encore  à Benátky nad Jizerou a également été invitée par Frederick à s'installer à Potsdam. Les parents de Joseph, ainsi que leurs enfants Jan Jiří, Anna Franziska et Viktor se sont installés dans le quartier de Potsdam appelé Nowawes (maintenant Babelsberg) où son père et son frère Viktor ont ouvert un atelier de tissage. Plus tard cette année-là, Joseph a obtenu un poste à la chapelle royale de Frederick,,.
Le journaliste musical anglais Charles Burney a rapporté deux rencontres avec Joseph Benda en 1775. La première fois, le 29 septembre, Joseph a exécuté un « solo agréable, composé par son frère, qu'il a exécuté avec beaucoup de netteté et de délicatesse ». À cause de la santé fragile de son frère aîné František, Joseph est devenu son copiste et son assistant comme maître de concert. Il a succédé à son frère au poste de maître de concert après sa mort en 1786,.

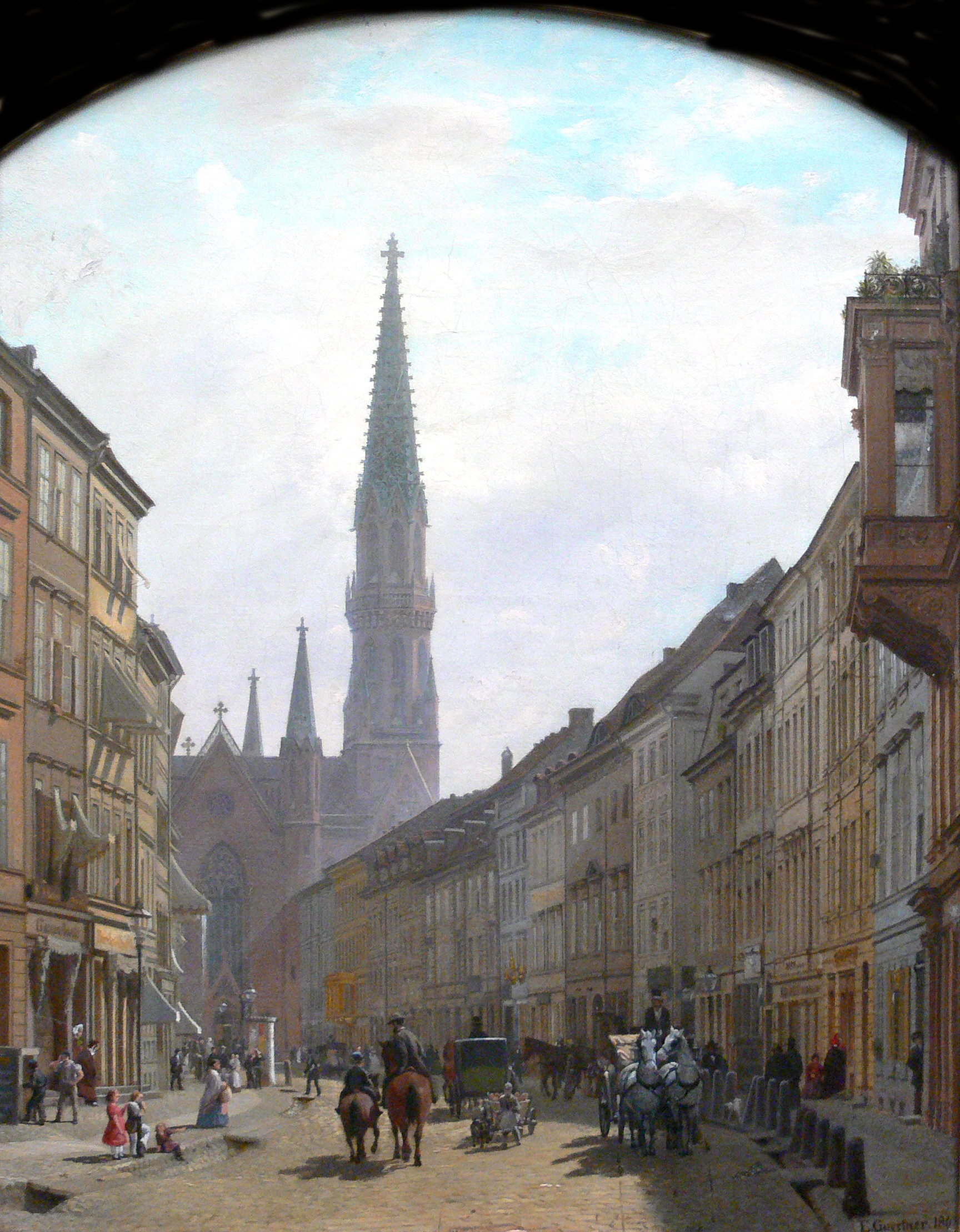
Brüderstraße et Petrikirche au, par Eduard Gaertner

Joseph a été actif jusqu'à un âge avancé, participant aux Liebhaberkonzerte fondés par son fils. Il a organisé également un concert le 22 décembre 1793 dans le cadre des grandes célébrations de l'arrivée de la princesse héritière Louise dans la Corsicaischen Saale, en face du Château de Monbijou. Joseph est resté premier violon après de l'avènement du roi Frédéric Guillaume II de Prusse  en 1786 mais a été mis à la retraite par le roi suivant, Frédéric Guillaume III de Prusse en 1798  avec une pension de 800 thaler . Il vivait avec sa famille au 19 Brüderstraße  et son décès a été enregistré dans les registres paroissiaux de la Petrikirche. À sa mort en 1804, il a été remplacé par son neveu (le fils de Franz), Karl Hermann Heinrich Benda.
Ses deux fils Johann Friedrich Ernst Benda (1749-1785), Carl Friedrich Franz Benda (1754-1816) étaient tous deux violonistes de la chapelle royale.

## Compositions
Il ne reste que deux œuvres de Joseph Benda. Il semble probable que de nombreuses pièces aient été perdues ou attribuées à tort à d'autres membres de la famille Benda.
- Sonate en la majeur pour violon et basse continue[7],[8]
- Cappricio en mi majeur pour violon seul [9]
- Sonate pour clavecin (perdue ?; manuscrit auparavant à Dresde) [2]
- 12 Caprices pour violon seul dans  Etudes pour le Violon ou Caprices Œuvre posthume de François & Joseph Benda Maitres de Concert du Roi de Prusse  (Livre II)[10]